# Vers la douceur
Vers la douceur est un roman de François Bégaudeau, paru en 2009.

## Résumé
Condensé de vie de plusieurs trentenaires, dont Jules, journaliste sportif.

## Analyse et commentaire
L'auteur y décrit la monotonie et le vide sentimental, voire existentiel, d'un cercle d'amis trentenaires. Et ce vide les plongeant vers l’échec, jusqu'à ce que leur ami Flup, le poète naïf ne les tire vers la douceur...
La monotonie est rendue par les aventures interchangeables des personnages et les quelques détails revenant sans cesse (les cuisses de canard, le briquet Star Wars,...).